# Kim Hjon-a
Kim Hjon-a (* 6. června 1992) je jihokorejská idolka, zpěvačka, textařka, tanečnice, rapperka, návrhářka, modelka a v letech 2009–2016 členka korejské dívčí hudební skupiny 4Minute pod vydavatelstvím Cube Entertainment. Je také bývalá členka populární dívčí skupiny Wonder Girls. Vystudovala Korea High School of Music and Arts.

## Život a kariéra

### 1992–2009: Dětství a začátky kariéry

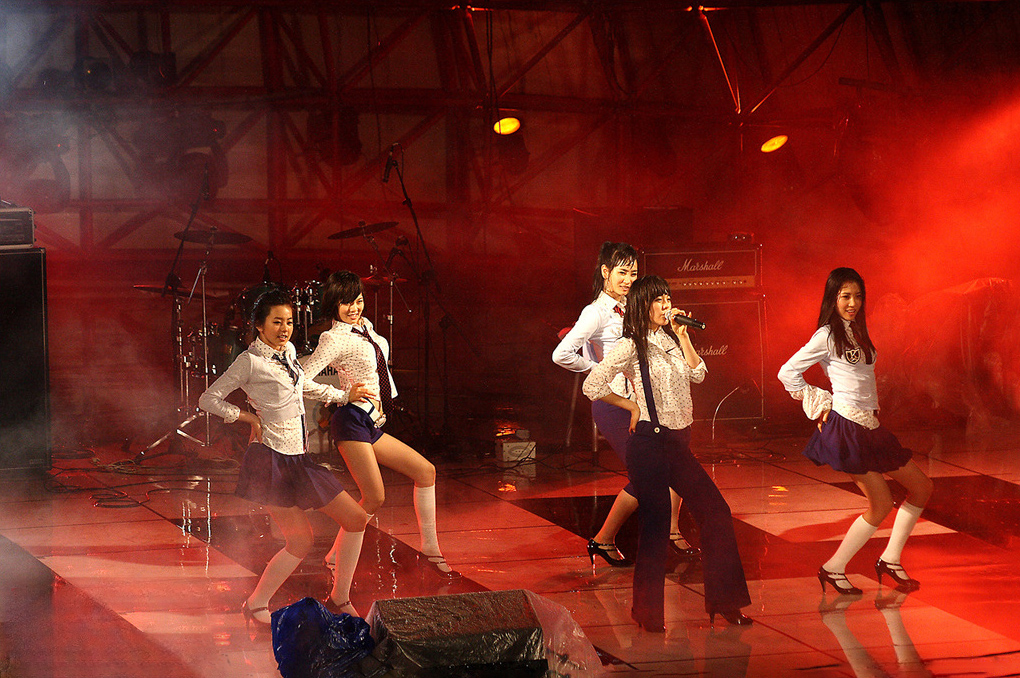
Wonder Girls vystupují at Daedongje, Hanyang University Festival 9. května 2007.

Kim Hjon-a se narodila 6. června 1992 v Soulu v Jižní Koreji. Navštěvovala Choongam Middle School a Korea High School of Music and Arts.
V roce 2006 byla odhalena jako členka dívčí skupiny Wonder Girls spravované JYP Entertainment jako hlavní rapperka skupiny. Hyuna se podílela na debutovém mini albu skupiny The Wonder Begins, které vyšlo v únoru 2007. Po dvě sezóny se účastnila skupinové televizní show MTV Wonder Girls a spolupořádala Show! od Music Core s další členkou Wonder Girls Sohee a Fly to the Sky s Brianem Joo od 12. května do 30. června 2007. Hyuna opustila Wonder Girls v červenci, když ji rodiče odebrali kvůli jejich obavám o její zdraví, zejména chronické gastroenteritidě. V roce 2008 nastoupila do Cube Entertainment. V květnu 2009 bylo oznámeno, že Hyuna bude debutovat jako součást dívčí skupiny 4Minute. Skupina debutovala se singlem „Hot Issue“ 15. června.

### 2009–2010: Sólový debut

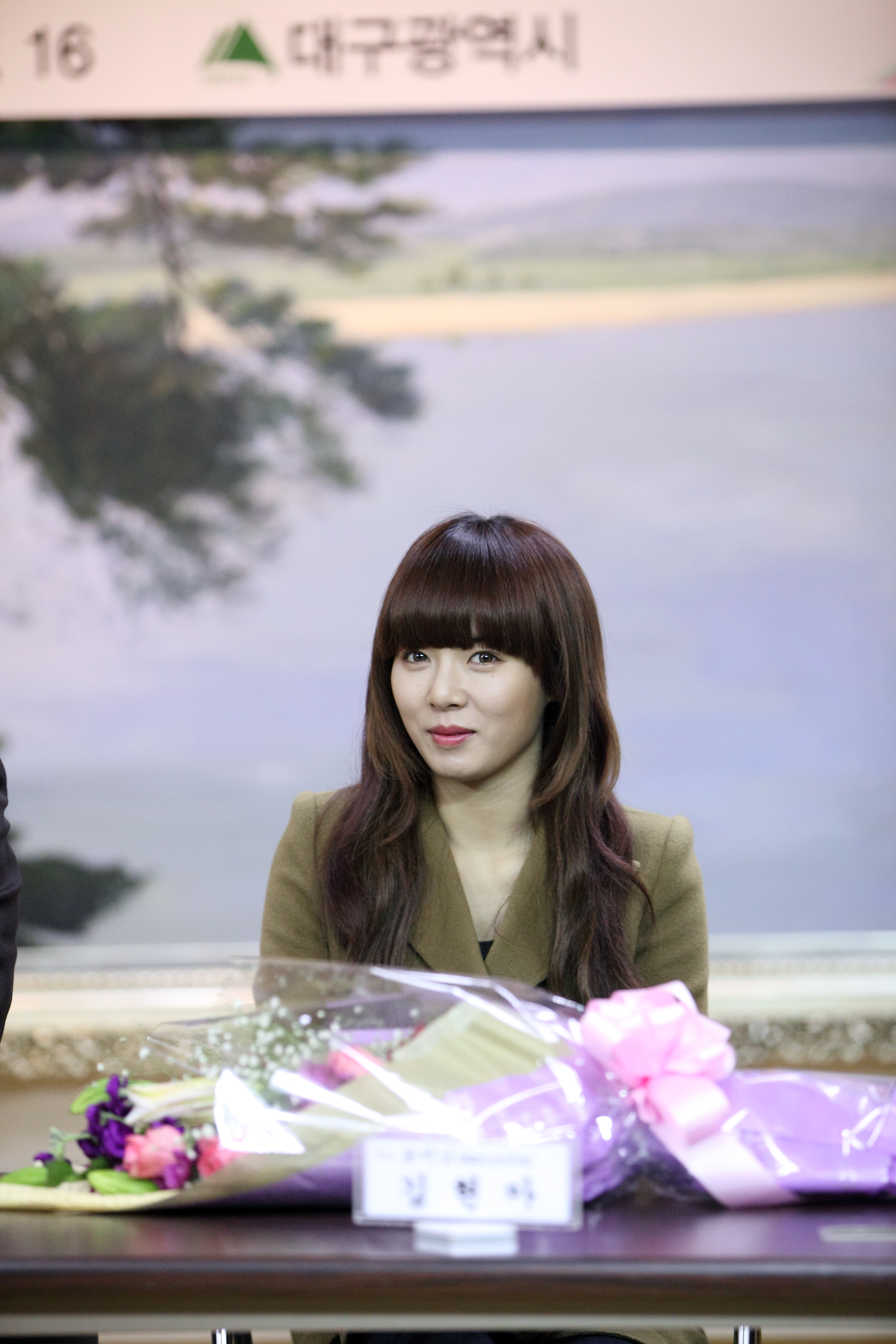
Kim Hjon-a 16. prosince 2010

HyunA spolupracovala s Lee Gi-kwangem na písni „2009“ pro jeho debutové album First Episode: A New Hero a také se objevila v hudebním videu jeho singlu „Dancing Shoes“, který vyšel 30. března 2009.

## Diskografie
EP
- Bubble Pop! (2011)
- Melting (2012)
- A Talk (2014)
- A+ (2015)
- A'wesome (2016)
- Following (2017)
- I'm Not Cool (2021)

Kolaborační EP
- 1+1=1 (2021) – společně s Dawn